# Boleslao de Moravia
Boleslao de Moravia (en checo: Boleslav, polaco: Bolesław; 1182/1183 - 9 de abril de 1241) fue un noble bohemio e hijo de Děpold III, margrave de Moravia y Adela Zbyslava de Breslavia.
Alrededor de 1202 había sido desterrado junto con su hermano del Reino de Bohemia por Otakar I. Regresó en 1204. Fue exiliado por segunda vez en 1233 o 1234 por el rey Wenceslao I y luego fue a la corte de Enrique I el Barbudo de Silesia. Murió sin descendencia en la batalla de Liegnitz en 1241.